# 理查德·扎尔
理察·尼爾·扎爾（英語：Richard Neil Zare，1939年11月19日—）是一名美國化學家，現任史丹佛大學瑪格麗特·布萊克·威爾伯自然科學教授以及化學教授。在他的職業生涯中，扎爾在物理化學和分析化學方面產生相當大的影響，特別是通過發展雷射誘導螢光（LIF）和研究分子和奈米水平的化學反應。LIF是一種極其敏感的技術，其應用範圍從分析化學和分子生物學到天體物理學。其應用之一是人類基因組的測序。
扎爾以其對科學的熱情和對新研究領域的探索而知名。他已經指導了150多名博士生和博士後研究人員，其中超過49人是女性或少數民族成員。札爾是科學界女性的堅定倡導者，從2008年起成為科學界女性協會的研究員。